# Lana Rhoades
Lana Rhoades (Chicago, Illinois; 6 de setembre de 1996) és una actriu pornogràfica nord-americana.

## Biografia
Lana Rhoades, nom artístic d'Amara Maple, va néixer el setembre de 1996 a la ciutat de Chicago (Illinois), en una família d'ascendència txecoslovaca. Va començar treballant de cambrera a la cadena de restaurants The Tilted Kilt.
Va entrar en la indústria del porno el 2016, amb 20 anys, gravant la seva primera escena per a la web FTV Girls.
Ha treballat per a estudis com Evil Angel, Elegant Angel, Girlfriends Films, Mile High, Zero Tolerance, Jules Jordan Video, Blacked, Tushy, Vixen, Mofos, New Sensations, Bangbros, Digital Sin, Penthouse, Naughty America, Hard X o Sweet Sinner.
L'agost de 2016 fou escollida Penthouse Pets de la revista Penthouse.
El 2017 va gravar les seves primeres escenes de sexe anal i doble penetració en la pel·lícula Lana. Setmanes després rodaria la seva primera escena de doble penetració anal a Lana Rhoades Unleashed. El seu primer gangbang va ser el 2018 a Gangbang Me 3.
Va ser nominada als Premis AVN de 2017 en les categories de Millor actriu revelació i de Millor escena de sexe noi/noia per Hot Models al costat de Xander Corvus.
Així mateix, en els Premis XBIZ va guanyar en la categoria de Millor actriu revelació i va rebre dues nominacions a la Millor escena de sexe en pel·lícula lèsbica per Twisted Passions 18 i a la Millor escena de sexe en pel·lícula gonzo per Banging Cutie.
Després d'una meteòrica carrera en la indústria, es va retirar el 2018. El gener de 2020 va anunciar un breu retorn per filmar noves escenes amb el portal Brazzers. Ha arribat a gravar més de 290 pel·lícules i escenes com a actriu.
Algunes pel·lícules de la seva filmografia són 2 Cute 4 Porn 4, Brothers and Sisters 3, Dirty Talk 4, Flesh Hunter 14, Love Stories 5, Slut Auditions o Slut Puppies 11.

## Premis i nominacions
| Any  | Cerimònia                   | Premi                                         | Resultat   | Treball                         |
| ---- | --------------------------- | --------------------------------------------- | ---------- | ------------------------------- |
| 2017 | Premis AVN                  | Millor actriu revelació                       | Nominada   |                                 |
| 2017 | Premis AVN                  | Millor escena de sexe noi/noia                | Nominada   | Hot Models                      |
| 2017 | Premis AVN                  | Premi fan: Debutant més calenta               | Guanyadora |                                 |
| 2017 | Premis XBIZ                 | Millor actriu revelació                       | Guanyadora |                                 |
| 2017 | Premis XBIZ                 | Millor escena de sexe en pel·lícula lèsbica   | Nominada   | Twisted Passions 18             |
| 2017 | Premis XBIZ                 | Millor escena de sexe en pel·lícula gonzo     | Nominada   | Banging Cuties                  |
| 2017 | Spank Bank Awards           | Millor Booty (                                | Nominada   |                                 |
| 2017 | Spank Bank Awards           | Millor 'Come Fuck Me' Eyes                    | Nominada   |                                 |
| 2017 | Spank Bank Awards           | Millor Body Built For Sin                     | Nominada   |                                 |
| 2017 | Spank Bank Awards           | Cuckold Connoisseur of the Year               | Nominada   |                                 |
| 2017 | Spank Bank Awards           | Most Beautiful Seductress                     | Nominada   |                                 |
| 2017 | Spank Bank Awards           | Most Photogenic Nymphomaniac                  | Nominada   |                                 |
| 2017 | Spank Bank Awards           | Pussy of the Year                             | Nominada   |                                 |
| 2017 | Spank Bank Awards           | Newcummer of the Year                         | Nominada   |                                 |
| 2017 | Spank Bank Awards           | Porn's Next Superstar                         | Guanyadora |                                 |
| 2017 | Spank Bank Awards           | The Total Package                             | Nominada   |                                 |
| 2017 | Spank Bank Awards Technical | Stella Cox's Favorite Stalker                 | Guanyadora |                                 |
| 2017 | Spank Bank Awards Technical | World's Hottest 'Would Be' Lesbian            | Guanyadora |                                 |
| 2017 | Premis XRCO                 | Millor debutant                               | Nominada   |                                 |
| 2018 | Premis AVN                  | Artista femenina de l'any                     | Nominada   |                                 |
| 2018 | Premis AVN                  | Millor escena de sexe anal                    | Guanyadora | Anal Savages 3                  |
| 2018 | Premis AVN                  | Millor escena de doble penetració             | Nominada   | Lana Rhoades Unleashed          |
| 2018 | Premis AVN                  | Millor escena de sexe en grup                 | Nominada   | Lana Rhoades' First Gangbang    |
| 2018 | Premis AVN                  | Millor escena de sexe lèsbic                  | Nominada   | Lana is Olivia's Dream          |
| 2018 | Premis AVN                  | Millor actuació solo/tease                    | Nominada   | Anal Savages 3                  |
| 2018 | Premis AVN                  | Premi fan: Artista femenina favorita          | Nominada   |                                 |
| 2018 | Premis AVN                  | Premi fan: Pits més espectaculars             | Nominada   |                                 |
| 2018 | Premis AVN                  | Premi fan: Estrella mediàtica                 | Nominada   |                                 |
| 2018 | Spank Bank Awards Technical | Facesitting Phenom                            | Guanyadora |                                 |
| 2018 | Premis XRCO                 | Artista femenina de l'any                     | Nominada   |                                 |
| 2018 | Premis XRCO                 | Orgasmic Oralist                              | Nominada   |                                 |
| 2018 | Premis XBIZ                 | Artista femenina de l'any                     | Nominada   |                                 |
| 2018 | Premis XBIZ                 | Millor escena de sexe en realitat virtual     | Nominada   | Spring Break 2017               |
| 2019 | Premis AVN                  | Millor escena de doble penetració             | Nominada   | Ultimate Fuck Toy: Lana Rhoades |
| 2019 | Premis AVN                  | Millor escena de sexe anal                    | Nominada   | Bush 7                          |
| 2019 | Premis AVN                  | Millor escena de sexe en producció estrangera | Nominada   | Pornochic: Claire & Lana        |
| 2019 | Premis AVN                  | Premi fan: Artista femenina favorita          | Nominada   |                                 |
| 2019 | Premis XBIZ                 | Artista femenina de l'any                     | Nominada   |                                 |
| 2021 | Premis XBIZ                 | Estrella mediàtica de l'any                   | Nominada   |                                 |